# Vierschanzentournee 1976/77
Die 25. Vierschanzentournee 1976/77, ein deutsch-österreichischer Skisprungwettbewerb fand vom 30. Dezember 1976 bis zum 6. Januar 1977 statt. Die Veranstaltungsorte waren Oberstdorf und Garmisch-Partenkirchen in Deutschland sowie Innsbruck und Bischofshofen in Österreich. Die Tournee wurde von Jochen Danneberg aus der DDR gewonnen.

## Teilnehmer 1976/77

### Rücktritte und Neubeginn
Nach der Olympiasaison 1975/76 und vor den Nordischen Ski-Weltmeisterschaften 1978 im finnischen Lahti wurde die 25. Ausgabe der Vierschanzentournee von nicht wenigen Trainern eher als Zwischenschritt in der Trainingsbelastung gesehen. Ausdruck dessen war die erstmals seit Jahren wieder sinkende Beteiligung, so dass letztlich nur 74 Springer aus 14 Teams an den Start gingen. Innerhalb der Teams war das Teilnehmerfeld zudem teilweise massiv abgerüstet worden, so schickten die Schweden statt acht Athleten wie im Vorjahr nur noch drei Springer nach Mitteleuropa. Naturgemäß bot eine Zwischensaison wie 1976/77 viel Raum zum Experimentieren und das Heranführen neuer Athleten an das Wettkampfgeschehen. So entsandte der bundesdeutsche DSV nach jahrelanger Stagnation mit insgesamt neun Athleten erstmals wieder eine größere Auswahl zu Tournee. In der DDR-Auswahl gab es nach den Olympischen Spielen einen enormen Umbruch. Olympiasieger und Tourneegewinner Hans-Georg Aschenbach hatte sich nach anhaltenden Knieproblemen zum Rücktritt vom Leistungssport entschieden. Rainer Schmidt, für Olympia 1976 nicht berücksichtigt, nahm daraufhin auch seinen Abschied. Auswahltrainer Dieter Neuendorf wurde vom nicht minder erfolgreichen Gotthard Trommler abgelöst, der bis dahin für die Erfolge der Nordischen Kombinierer um Ulrich Wehling verantwortlich war. In der Folge wurden Heinz Wosipiwo, Dietmar Aschenbach, Dietrich Kampf und Martin Weber in der DDR-Auswahl nicht mehr berücksichtigt, wobei sich Weber wieder ins Aufgebot zurück kämpfen konnte. Um den Vorjahressieger Danneberg und den Bronzemedaillengewinner von Innsbruck Henry Glaß wurden nun Talente wie Duschek, Weißpflog, Buse oder Meisinger geschart, wobei Duschek im Vorfeld mit seinen Leistungen für die größten Erwartungshaltungen gesorgt hatte. Eine ähnliche Verjüngung war bei der tschechoslowakischen Mannschaft zu beobachten, wo mit Rudolf Höhnl der letzte Athlet der großen Springergeneration um Jiří Raška aufgehört hatte.

### Favoritenkreis
Zum erweiterten Favoritenkreis war unbedingt der Schweizer Walter Steiner zu zählen, der allerdings auf seinen leistungsstarken Kollegen Hans Schmid verletzungsbedingt verzichten musste. Bei den Norwegern, die die Talente Ruud und Bergerud mitbrachten, war vor allem Johan Sætre zu beachten; die Polen hatten mit Stanisław Bobak einen Spitzenspringer am Start. Die Gastgeber der WM 1978 brachten mit Pentti Kokkonen nur ein Talent mit nach Mitteleuropa, es gab keine Anzeichen dafür, dass die Finnen bei ihrer Heim-WM eine große Rolle spielen könnten. Durch die Umwälzungen vor allem bei der DDR-Auswahl blieb letztlich eine Auswahl in der absoluten Favoritenrolle: Die Auswahl des ÖSV. Zwar konnte man in Innsbruck einen Olympiasieg feiern, aber der tragisch zu nennende Verlauf der Vorjahrestournee steckte den Österreichern noch in den Knochen und war nicht vergessen. Ausnahmetalent Toni Innauer verlor trotz dreier Tagessiege durch einen verpatzten Sprung am Bergisel die Gesamtwertung, letztlich reichte es nicht mal für einen Podestplatz. Glücklicher Sieger war Jochen Danneberg, der als einziger DDR-Springer den Austria-Adlern Paroli bieten konnte. Hinzu kamen die Vorgänge an der Olympiaschanze in Innsbruck, als jeden DDR-Springer ein gellendes Pfeifkonzert begleitete. Letzten Endes hatten die Österreicher bei der Tournee noch eine Rechnung offen und ein Sieg Innauers war eigentlich fest eingeplant. Nicht gänzlich erledigt waren auch die Materialdiskussionen. Immer wieder gab es neue Anzugmodelle, und die Genehmigungsmodalitäten der FIS waren nicht immer nachvollziehbar.

### Der Fall Tuchscherer
Zu allem Überfluss kam auch noch die Politik ins Spiel. Der DDR-Kombinierer Claus Tuchscherer hatte der Liebe wegen bei den Olympischen Spielen die DDR-Delegation verlassen und war in Österreich verblieben. Nach anfänglichen Ideen, um ihn herum eine Kombinierer-Auswahl für Österreich aufzubauen, wechselte Tuchscherer zu Trainer Baldur Preiml und den Spezialspringern. Anders als bei sogenannten Republikfluchten in die Bundesrepublik gab sich die DDR gegenüber dem neutralen Österreich wesentlich konzilllianter, zumal die Sportbeziehungen beider Länder als sehr gut zu bezeichnen waren. Trotzdem war ein Tourneestart Tuchscherers bis kurz vor Beginn des Auftaktspringens noch nicht klar, da die neue, junge DLSV-Führung insistierte und monierte, dass ein Athlet nicht innerhalb einer Saison für zwei Nationalverbände springen durfte, da Tuchscherer und der ÖSV nicht fristgemäß ordentlich abgemeldet hatten. Formaljuristisch, das wurde sogar von österreichischer Seite bestätigt, war der Einwand des DLSV rechtens.
| Nation             | Athleten |
| ------------------ | --- |
| BR Deutschland     | Alfred Grosche, Manfred Runge, Rudi Tusch, Dirk Kramer, Frank Rombach, Christoph Schwarz, Hans Schmid, Peter Leitner, Sepp Schwinghammer                                                                      |
| DDR                | Henry Glaß, Jochen Danneberg, Martin Weber, Harald Duschek, Thomas Meisinger, Falko Weißpflog, Matthias Buse, Jürgen Thomas                                                                                   |
| Österreich         | Reinhold Bachler, Willi Pürstl, Hans Millonig, Karl Schnabl, Toni Innauer, Rudi Wanner, Walter Schwabl, Walter Habersatter jr., Hans Wallner, Rupert Gürtler, Alois Lipburger, Claus Tuchscherer, Edi Federer |
| Finnland           | Jouko Törmänen, Tapio Räisänen, Pekka Hyvärinen, Pentti Kokkonen |
| Italien            | Leos de Crignis, Ivano Wegher, Lido Tomasi |
| Japan              | Manabu Ono, Yūji Kawamura, Takao Itō |
| Jugoslawien        | Branko Dolhar, Janez Lostrek, Jose Demsar, Bogdan Norčič |
| Norwegen           | Johan Sætre, Per Bergerud, Bjarne Naes, Roger Ruud |
| Polen              | Henryk Tajner, Stanisław Bobak, Janusz Waluś |
| Schweden           | Lennart Elimä, Odd Brandsegg, Seppo Reijonen |
| Schweiz            | Ernst von Grünigen, Robert Mösching, Walter Steiner, Jean Luc Ungricht, Hansjörg Sumi |
| Sowjetunion        | Alexei Borowitin, Alexander Karapusow, Juri Iwanow, Sergei Saitschik, Leonid Komarow |
| Tschechoslowakei   | Leoš Škoda, Jaroslav Balcar, František Novák, Josef Samek, Ján Tánczos |
| Vereinigte Staaten | Chris McNeill, Ron Steele, Jim Maki, Jim Denney |

## Oberstdorf
- Datum: 30. Dezember 1976
- Land:  BR Deutschland
- Schanze: Schattenbergschanze
- Zuschauer: 20.000

Nachdem am 29. Dezember das offizielle Training bei Kältegraden und wechselnden Winden absolviert war, herrschte gewisse Ernüchterung im ÖSV-Lager. Während die DDR-Springer regelmäßig Weiten über 100 m sprangen, schafften es bei den Österreichern nur wenige Springer, mitzuhalten. Zwar wurden Toni Innauer weiterhin Siegchancen eingeräumt, aber die Euphorie erhielt einen ziemlichen Dämpfer. Außerdem hatten der Schweizer Steiner (107 m) sowie der Pole Bobak nachhaltig unter Beweis gestellt, das mit ihnen zu rechnen war.
Doch beim Auftaktspringen sah die Welt ganz anders aus. Zunächst bestätigten aber die DDR-Vertreter ihre starken Trainingsleistungen. Jochen Danneberg stellte mit 110 m den Schanzenrekord ein, Neuling Harald Duschek folgte danach mit 109 m. Erst dahinter reihte sich Innauer ein. Doch im zweiten Durchgang flatterten vor allem Duschek etwas die Nerven, während Innauer sich mit 109,5 m um 5 m verbesserte und letztlich sogar noch an Danneberg vorbeizog. Obwohl im Vorfeld als Topfavorit genannt, war Innauer angesichts der Trainingsleistungen fassungslos über den für ihn überraschenden Tagessieg. Durch einen 109-m-Satz schob sich Walter Steiner noch auf Rang drei und verdrängte so den Tourneeneuling Harald Duschek noch vom Podest. Mit Platz Fünf rundete Henry Glaß den starken Auftritt der DDR-Mannschaft ab. Die Österreicher strahlten hingegen nicht mehr die ganz große Dominanz aus, zweitbester Springer war der bis dahin eher unauffällige Lipburger. Olympiasieger Karl Schnabl experimentierte mit den Sprunganzügen und kam nur auf dem 43. Platz ein. Der erst 18-jährige Tschechoslowake Novak war neben Duschek die zweite Überraschung in den Top Ten.
| Pos. | Springer         | Land             | Punkte |
| 01   | Anton Innauer    | Österreich       | 255,6  |
| 02   | Jochen Danneberg | DDR              | 253,7  |
| 03   | Walter Steiner   | Schweiz          | 252,3  |
| 04   | Harald Duschek   | DDR              | 248,2  |
| 05   | Henry Glaß       | DDR              | 239,4  |
| 06   | Alois Lipburger  | Österreich       | 236,6  |
| 07   | Jouko Törmänen   | Finnland         | 235,3  |
| 08   | František Novák  | Tschechoslowakei | 232,5  |
| 09   | Reinhold Bachler | Österreich       | 230,9  |
| 10   | Johan Sætre      | Norwegen         | 229,8  |

## Garmisch-Partenkirchen
- Datum: 1. Januar 1977
- Land:  BR Deutschland
- Schanze: Große Olympiaschanze
- Zuschauer:30.000

Das Neujahrsspringen vor großer Kulisse sah erneut den Zweikampf Danneberg-Innauer. Danach sah es allerdings nach dem ersten Durchgang noch gar nicht aus. Während Danneberg bereits im Training mit Rekordweiten von 98 und 99,5 m seine sehr gute Form bestätigt hatte, kam Leichtgewicht Innauer mit der in folge eines Föhneinbruchs langsamer gewordenen Anlaufspur nicht zurecht. Im Schnitt waren die DDR-Springer 1,4 bis 2,6 km/h schneller als die Österreicher. So belegten mit Danneberg und Duschek auch zwei DDR-Vertreter nach Durchgang Eins die ersten beiden Plätze, während Innauer sieben Meter kürzer sprang und mit über neun Punkten Rückstand Platz Sechs belegte.
Mit einer Energieleistung gelang dem Österreicher mit der zweitgrößten Weite des zweiten Durchgangs von 90 m noch der Sprung aufs Treppchen, er verdrängte sogar noch Harald Duschek auf den dritten Platz. Das Maß der Dinge war an dem Tag aber Jochen Danneberg, der mit 94 m im zweiten Durchgang noch einen halben Meter weiter sprang und letztlich mit 12,9 Punkten Vorsprung souverän das Neujahrsspringen für sich entschied. Neben Innauer platzierte sich erneut sein Kollege Alois Lipburger und erstmals auch Alfred Pungg in den Top Ten, während Olympiasieger Schnabl weiterhin hinterhersprang. Neben Routinier Henry Glaß platzierten sich aus dem DDR-Team erstmals die Neulinge Weber und Thomas in den Top Ten. Damit trat die DDR-Mannschaft trotz vieler Neulinge wieder mit einer Stärke an, wie man sie zuletzt in der WM-Saison 1973/74 erlebt hatte. In der Gesamtwertung hatten sich die Führenden abgewechselt, Vorjahressieger Danneberg führte nun mit 11 Punkten Vorsprung vor Innauer. Neuling Harald Duschek belegte einen hervorragenden dritten Platz. Etwas unerwartet war Alois Lipburger der zweitstärkste Österreicher auf Rang Sechs.
| Zwischenstand nach 2 Springen | Zwischenstand nach 2 Springen | Zwischenstand nach 2 Springen |
| Pos.                          | Springer                      | Punkte                        |
| ----------------------------- | ----------------------------- | ----------------------------- |
| 01.                           | Danneberg                     | 488,9                         |
| 02.                           | Innauer                       | 477,9                         |
| 03.                           | Duschek                       | 468,3                         |
| 04.                           | Steiner                       | 465,0                         |
| 05.                           | Glaß                          | 458,7                         |
| 06.                           | Lipburger                     | 448,5                         |

| Pos. | Springer         | Land       | Punkte |
| 01   | Jochen Danneberg | DDR        | 235,2  |
| 02   | Anton Innauer    | Österreich | 222,3  |
| 03   | Harald Duschek   | DDR        | 235,2  |
| 04   | Henry Glaß       | DDR        | 219,3  |
| 05   | Johan Sætre      | Norwegen   | 213,5  |
| 06   | Walter Steiner   | Schweiz    | 212,7  |
| 07   | Alois Lipburger  | Österreich | 211,9  |
| 08   | Alfred Pungg     | Österreich | 209,4  |
| 09   | Jürgen Thomas    | DDR        | 208,6  |
| 10   | Martin Weber     | DDR        | 208,3  |

## Innsbruck
- Datum: 4. Januar 1977
- Land:  Österreich
- Schanze: Bergiselschanze

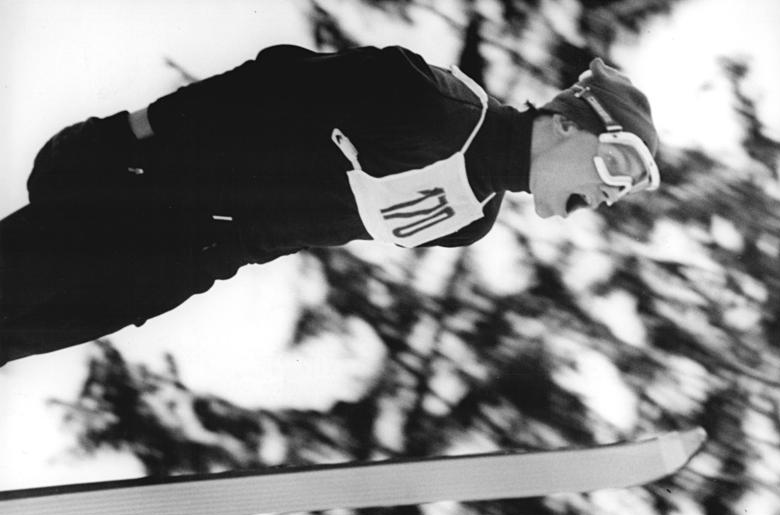
Henry Glaß

Nach dem Desaster von Innauer im Vorjahr und der Punktekonstellation in der Tourneegesamtwertung steuerte die Tournee auf der Olympiaschanze am Bergisel ihrem Höhepunkt zu. Hinzu kam noch die Erwartungshaltung Innauers und seiner Landsleute, das es bei der Jubiläumstournee eigentlich keinen anderen Sieger als Innauer geben dürfte. Die Umstände rund um den Sprungtag waren letztlich kaum an Dramatik zu überbieten. Zunächst musste das Training am Vortag wegen eines Föhneinbruchs abgesagt werden. Am Sprungtag selbst, der sich dann auch über viele Stunden hinzog, beeinträchtigten Schneefall und Nebel offensichtlich nicht nur die Springer, sondern auch die Sprungrichter und die neue, computergestützte Weitenmessung. War schon Innauers Sprung von nur 83,5 m, womit er nicht mal unter den besten Fünfzehn lag, für ganz Österreich ein Schock, war die Wertung des Sprunges von Jochen Danneberg der noch größere Aufreger. Der Gesamtführende stand zwar seine gesprungenen 96 m zunächst, stürzte aber noch im Gegenhang. Dies wurde von den Sprungrichtern höchst unterschiedlich bewertet, einige sahen ihn als gestanden an, andere als gestürzt. Auf die Spitze trieb es der Japaner Yagi Hiroshi, der in den Computer zunächst eine Haltungsnote von 15,5 eingab, diese dann aber kurz darauf auf den Wert von 5,5 korrigierte und damit den Sprung als gestürzt wertete. Daraufhin wurden Danneberg nochmals acht Punkte abgezogen, was in der Gesamtwertung zu einer Führung von Innauer führte. Dieser sprang im zweiten Durchgang dann fast sensationelle 101,5 m weit, die aber auch erst nach einer Weitenkorrektur feststanden und somit am Tagesende einen kaum noch für möglich gehaltenen dritten Platz bedeuteten. Über diesem ganzen Trubel um die zwei Spitzenleute ging der Tagessieg von Henry Glaß fast unter. Mit der größten Weite von 98 m führte der Klingenthaler bereits nach dem ersten Durchgang, durch gute 96 m im zweiten Durchgang konnte ihn auch der Schweizer Walter Steiner mit seinem Sprung über 101 m nicht mehr vom ersten Platz verdrängen. Auch das insgesamt sehr gute Abschneiden der Österreicher wurde fast in den Hintergrund gedrängt, denn mit Schnabl, Bachler und Pungg platzierten sich noch 3 Kollegen Innauers in den Top Ten. In der Tageswertung belegte Danneberg nach der Ergebniskorrektur zunächst Rang Neun, was in der Gesamtwertung bedeutete, dass Toni Innauer mit 0,4 Punkten vor seinem ärgsten Konkurrenten lag und sein Traum vom Gesamtsieg nun in greifbarer Nähe lag. Doch man hatte die Rechnung ohne die Mannschaftsleitung der DDR-Auswahl gemacht. Diese legte gegen die nachträgliche Ergebniskorrektur Protest ein und bekam recht, so das Danneberg in der Tageswertung den sechsten Platz belegte. Viel wichtiger waren für ihn aber die Auswirkungen auf die Gesamtwertung, denn in dieser führte er nun weiterhin mit sieben Punkten vor Innauer. Nur knappe drei Punkte dahinter lag nun Tagessieger Henry Glaß, und diesen trennte nur ein Punkt vom Tageszweiten Walter Steiner. Dahinter klaffte in der Gesamtwertung eine Lücke von knapp 20 Punkten, so dass es vor dem Abschlussspringen in Bischofshofen noch vier Anwärter auf den Gesamtsieg gab.
| Zwischenstand nach 3 Springen | Zwischenstand nach 3 Springen | Zwischenstand nach 3 Springen |
| Pos.                          | Springer                      | Punkte                        |
| ----------------------------- | ----------------------------- | ----------------------------- |
| 01.                           | Danneberg                     | 702,8                         |
| 02.                           | Innauer                       | 695,2                         |
| 03.                           | Glaß                          | 692,3                         |
| 04.                           | Steiner                       | 691,3                         |
| 05.                           | Duschek                       | 671,4                         |
| 06.                           | Bachler                       | 651,5                         |

| Pos. | Springer         | Land             | Punkte |
| 01   | Henry Glaß       | DDR              | 233,6  |
| 02   | Walter Steiner   | Schweiz          | 226,3  |
| 03   | Anton Innauer    | Österreich       | 217,3  |
| 04   | Karl Schnabl     | Österreich       | 216,4  |
| 05   | Reinhold Bachler | Österreich       | 216,1  |
| 06   | Jochen Danneberg | DDR              | 213,9  |
| 07   | Juri Iwanow      | Sowjetunion      | 213,5  |
| 08   | Alfred Pungg     | Österreich       | 210,4  |
| 09   | Ján Tánczos      | Tschechoslowakei | 207,9  |
| 10   | Thomas Meisinger | DDR              | 203,5  |

## Bischofshofen
- Datum: 6. Januar 1977
- Land:  Österreich
- Schanze: Paul-Außerleitner-Schanze

Vor ca. 20.000 Zuschauern strebte die Tournee dem Finale entgegen, und nachdem Toni Innauer im Probedurchgang auf 104 m gesegelt war, war der Glaube an den Gesamtsieg Innauers größer denn je. Doch die Jury entschied sich nach diesem Satz, den Anlauf zu verkürzen, was zwangsläufig zu niedrigeren Geschwindigkeiten führte und Leichtgewichten wie Innauer zum Nachteil geriet. Daraus resultierten dann die 80 m des Österreichers im ersten Durchgang, womit der Gesamtsieg quasi schon weg war. Doch noch machte ein anderer Athlet Danneberg den Gesamtsieg streitig. Mit der größten Weite von 96 m im ersten Durchgang setzte sich der Schweizer Walter Steiner knapp vor Klaus Tuchscherer an die Spitze und nahm Danneberg, der 91 m weit sprang über 13 Punkte ab. Dies bedeutete, das Steiner nach dem ersten Durchgang mit einem Punkt Vorsprung Gesamtführender war. Doch im zweiten Durchgang konterte Danneberg nach Anlaufverlängerung mit der Tagesbestweite von 102,5 m, dem einzigen Sprung an diesem Tag über die Hundertmeter-Marke, was in der Tageswertung Rang Drei bedeutete. Die 98 m von Steiner reichten zwar für den Tagessieg, aber nicht für den Gesamtsieg. Im Schatten dieses Duells setzte Innauer im zweiten Durchgang nach 90 m auf, was Ende Rang 19 bedeutete. Er gab auch zu, der nervlichen Belastung an diesem Tag nicht gewachsen gewesen zu sein. Seine Mannschaftskollegen machten es hingegen besser. Karl Schnabl schob sich mit 99 m im zweiten Durchgang noch Rang Zwei vor Danneberg, Tuchscherer erreichte mit Platz Fünf seine beste Platzierung der Tournee. Dem gegenüber stand die DDR-Mannschaft, die insgesamt Fünf Springer unter die Top Ten bringen konnte, darunter auch Harald Duschek, welcher dadurch auch wieder in der Gesamtwertung nach vorn rückte.
| Pos. | Springer          | Land       | Punkte |
| 01   | Walter Steiner    | Schweiz    | 220,4  |
| 02   | Karl Schnabl      | Österreich | 217,0  |
| 03   | Jochen Danneberg  | DDR        | 215,7  |
| 04   | Thomas Meisinger  | DDR        | 211,6  |
| 05   | Klaus Tuchscherer | Österreich | 207,5  |
| 06   | Harald Duschek    | DDR        | 204,4  |
| 07   | Per Bergerud      | Norwegen   | 200,2  |
| 08   | Henry Glaß        | DDR        | 200,1  |
| 09   | Martin Weber      | DDR        | 198,1  |
| 10   | Hans Millonig     | Österreich | 196,1  |

## Endstand
Wieder lebte die Tournee vom Duell Innauer gegen Danneberg. Während im Vorjahr aber bereits in Innsbruck die Entscheidung zugunsten von Danneberg gefallen war, hatten beide Kontrahenten und zusätzlich noch weitere Topathleten bis zum letzten Springen noch alle Chancen auf den Gesamtsieg. Doch Innauer geriet erneut zum tragischen Held, zerbrach an seinen und den Erwartungen der Öffentlichkeit in Österreich. Wie im Vorjahr rutschte er durch seinen Absturz im letzten Springen sogar noch aus den Podiumsplätzen und wurde wieder undankbarer Vierter. Anstelle des Vorarlbergers wuchs nun mit Walter Steiner ein Springer in die Verfolgerrolle, mit dem man vor Saisonbeginn nicht unbedingt rechnen musste, der aber bereits 1973 schon einmal Tourneezweiter gewesen war. Durch seinen Tagessieg in Bischofshofen forderte er Danneberg bis an seine Leistungsgrenze, doch der Thüringer war nervenstark genug, um seine zweite Tournee zu gewinnen. Den Tourneesieg Dannebergs komplettierte eine enorm leistungsstarke DDR-Auswahl, die mit den Plätzen drei, fünf, sechs und zehn fünf Springer in den Top Ten der Gesamtwertung unterbrachte. Darunter waren mit Duschek, Meisinger und Weber drei Tourneeneulinge, was auch zeigte, dass der Trainer- und Generationswechsel zu keinem Leistungseinbruch geführt hatte. Zwar zeigte auch die österreichische Auswahl mit vier Athleten in den Top Ten ihre Spitzenklasse, doch einen Podiumsplatz konnte sie in der Gesamtwertung trotz des Ausnahmetalents Innauer nicht erringen.
| Rang | Name             | Nation     | Gesamt- wertung | Oberst- dorf | Garmisch- Partenk. | Inns- bruck- | Bischofs- hofen |
| ---- | ---------------- | ---------- | --------------- | ------------ | ------------------ | ------------ | --------------- |
| 01   | Jochen Danneberg | DDR        | 918,5           | 253,7 / 02.  | 235,2 / 01.        | 213,9 / 06.  | 215,7 / 03.     |
| 02   | Walter Steiner   | Schweiz    | 911,7           | 252,3 / 03.  | 212,7 / 06.        | 226,3 / 02.  | 220,4 / 01.     |
| 03   | Henry Glaß       | DDR        | 892,4           | 239,4 / 05.  | 219,3 / 04.        | 233,6 / 01.  | 200,1 / 08.     |
| 04   | Toni Innauer     | Österreich | 876,0           | 255,6 / 01.  | 222,3 / 02.        | 217,3 / 03.  | 180,8 / 19.     |
| 05   | Harald Duschek   | DDR        | 875,8           | 248,2 / 04.  | 220,1 / 03.        | 203,1 / 11.  | 204,4 / 06.     |
| 06   | Thomas Meisinger | DDR        | 845,7           | 223,2 / 12.  | 207,4 / 11.        | 203,5 / 10.  | 211,6 / 04.     |
| 07   | Karl Schnabl     | Österreich | 844,7           | 211,5 / 29.  | 199,8 / 21.        | 216,4 / 04.  | 217,0 / 02.     |
| 08   | Reinhold Bachler | Österreich | 828,8           | 230,9 / 09.  | 204,5 / 14.        | 216,1 / 05.  | 177,3 / 25.     |
| 09   | Alfred Pungg     | Österreich | 827,1           | 219,7 / 16.  | 209,4 / 08.        | 210,4 / 08.  | 187,6 / 14.     |
| 10   | Martin Weber     | DDR        | 818,7           | 216,3 / 21.  | 208,3 / 10.        | 196,0 / 17.  | 198,1 / 09.     |